# Олдзей Тэмур-хан
Пуньяшри (Буньяшри) Олдзей Тэмур-хан (1379—1412) — великий хан Монгольской империи из династии Северная Юань (1408—1412), сын монгольского хана Элбэга.

## Биография
После смерти своего старшего брата Гун Тэмур-хана Пуньяшри бежал из Монголии во владения среднеазиатского эмира Тамерлана, который приказал своим наместникам принять его с почестями. В Самарканде монгольский принц Пуньяшри жил при дворе Тамерлана и принял ислам. В 1403 году Пуньяшри провозгласил себя ханом Монгольской империи в Бешбалыке и продолжил борьбу против ойратских племен, лидер которых Угэчи захватил монгольский престол под именем Оруг Тэмур-хана. Большинство монгольских тайшей, недовольных самовластием ойратов, признали верховную власть Олдзей Тэмур-хана. Аргутай, фактический правитель Восточной Монголии, был назначен Олдзей Тэмуро-ханом чингсангом (великим канцлером). Олдзей Тэмур-хан восстановил титул императора династии Юань. Под знаменем Олдзэй-Тэмура солидаризировалось большинство монгольских нойонов. В период правления в Китае Юнлэ империя Мин пыталась подавлять любых сколько-нибудь сильных ханов, провоцируя дальнейшую эскалацию ойрато-монгольского конфликта. В 1403 году Олдзей Тэмур-хан одержал победу в битве над Оруг Тэмур-ханом. В 1408 году Олдзей Тэмур-хан был возведен на монгольский ханский престол восточномонгольским тайшей Аргутаем. В 1409 году по приказу хана Олдзей Тэмур-хана был казнен китайский посол. В ответ китайский император Чжу Ди (Юнлэ) заключил военный союз с ойратами (западными монголами). В том же 1409 году ойратская армия под предводительством тайши Махаму разгромила войско хана Олдзей Тэмур-хана и тайши Аргутая. Восточные монголы были оттеснены за реку Керулен.
В 1409 году минский император Чжу Ди организовал большой военный поход в Монголию. Стотысячная китайская армии под командованием Цю Фу вторглась в монгольские степи. На реке Керулен китайцы были полностью окружены монголами. Олдзей-Тэмур и Аргутай разбили минскую армию, которая была полностью разгромлена. Погибли почти все китайские военачальники. Весной 1410 года минский император Юнлэ решил лично возглавить китайскую армию в новом карательном походе против монголов. Огромная (500-тысячная) китайская армия под предводительством императора Юнлэ вступила в монгольские степи. Между тем хан Олдзей Тэмур-хан рассорился со своим главным военачальником Аргутаем. Олдзей Тэмур-хан и Аргутай разделили свои силы. Чжу Ди с огромной армией двинулся против хана и преследовал его до реки Онон. В июне 1410 году на берегах Онона китайцы нанесли полное поражение восточным монголам, захватили ханский обоз и скот. Едва уцелевший Олдзейту-хан вынужден был бежать, но вскоре был разбит под Керуленом, схвачен и убит ойратским тайшой Бахаму. На обратном пути китайский император Юнлэ встретил войско под командованием тайши Аргутая. Аргутай отказался заключить перемирие и потерпел поражение в битве. Ойраты под предводительством тайши Махаму (Махмуда) в 1412 году возвели на вакантный монгольский ханский трон Дэлбэг-хана, сына Олдзей Тэмур-хана.